# Cinderella of the Hills
Cinderella of the Hills er en amerikansk stumfilm fra 1921 af Howard M. Mitchell.

## Medvirkende
- Barbara Bedford - Norris Gradley
- Carl Miller - Claude Wolcott
- Cecil Van Auker - Rodney Bates
- Clarence Wilson - Peter Poff
- Tom McGuire - Giles
- Barbara La Marr - Kate Gradley